# Diocesi di Amudarsa
La diocesi di Amudarsa (in latino Dioecesis Amudarsensis) è una sede soppressa e sede titolare della Chiesa cattolica.

## Storia
Amudarsa, nella piana di Saïda nell'odierna Tunisia, è un'antica sede episcopale della provincia romana di Bizacena.
Sono tre i vescovi conosciuti di quest'antica diocesi. Donato era uno dei sostenitori della candidatura di Massimiano, contro Primiano, sulla sede donatista di Cartagine, e sottoscrisse la lettera sinodale al concilio di Cabarsussi del 393. Alla conferenza di Cartagine del 411, che vide riuniti assieme i vescovi cattolici e donatisti dell'Africa, partecipò per parte cattolica Maius, senza competitore donatista. Infine il nome di Liberato figura al 1º posto nella lista dei vescovi della Bizacena convocati a Cartagine dal re vandalo Unerico nel 484; Liberato era già deceduto in occasione della redazione di questa lista. Il primo posto occupato da questo vescovo nella lista dei vescovi porta a ipotizzare che avesse il titolo di primate di Bizacena.
Dal 1933 Amudarsa è annoverata tra le sedi vescovili titolari dalla Chiesa cattolica; dal 29 gennaio 2021 il vescovo titolare è Peter Beňo, vescovo ausiliare di Nitra.

## Cronotassi

### Vescovi residenti
- Donato † (menzionato nel 393) (vescovo donatista)

- Maio † (menzionato nel 411)
- Liberato † (prima del 484)

### Vescovi titolari
- Johann Rüth, SS.CC. † (4 febbraio 1953 - 17 febbraio 1978 deceduto)
- Rafael Arcadio Bernal Supelano, C.SS.R. † (27 febbraio 1978 - 29 marzo 1990 nominato vescovo di Arauca)
- Terence Brain (5 febbraio 1991 - 2 settembre 1997 nominato vescovo di Salford)
- Saúl Figueroa Albornoz (10 novembre 1997 - 30 aprile 2011 nominato vescovo di Puerto Cabello)
- João Carlos Hatoa Nunes (25 maggio 2011 - 2 gennaio 2017 nominato vescovo di Chimoio)
- Michael Miabesue Bibi (24 gennaio 2017 - 5 gennaio 2021 nominato vescovo di Buéa)
- Peter Beňo, dal 29 gennaio 2021